# Ettore Sacchi

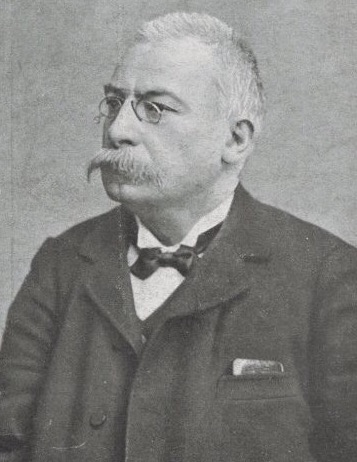
Ettore Sacchi.

Ettore Sacchi, född den 31 maj 1851 i Cremona, död den 6 april 1924 i Rom, var en italiensk politiker.
Sacchi invaldes i deputeradekammaren 1882. Han var justitieminister 1906, 1916–1917 och 1917–1919 samt minister för allmänna arbeten 1910–1911 och 1911–1914. År 1919 blev Sacchi inte omvald till deputeradekammaren och 1921 blev han inte återvald. Han lämnade därefter det politiska livet.